# 伊干副县
伊干副县（英語： 馬來語：）是马来西亚砂拉越州沐膠省玛都县下辖的副县，总面积有247.50平方公里，人口约有3千（2010数据）。县里有7座甘榜和5座长屋。

伊干这地名是来自其中一种叫伊干（Igan）的鯷鱼，居民相信只有在伊干地带才能找到这类鱼。当地曾有100名左右华裔，因陆续搬迁而只剩下一名华裔穆斯林长者，是马来西亚华裔比例最低的地区之一（其余为日里县和京那峇当岸县）。